# 양안통일

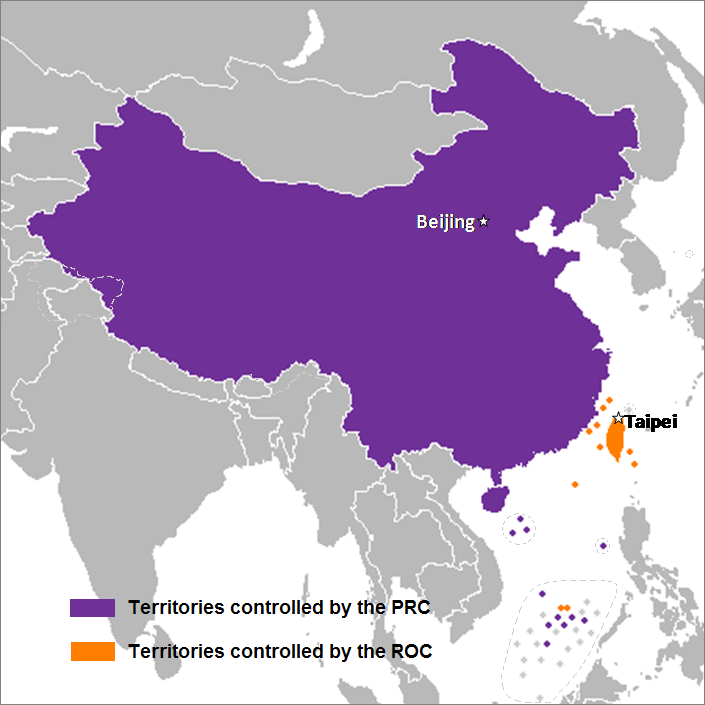
중화인민공화국(보라)과 중화민국(주황)

중화인민공화국의 국기

중화민국의 국기

양안통일(兩岸統一, 영어: Cross-Strait unification) 또는 중국의 재통일(中國의 再統一, 영어: Chinese reunification)은 중국의 두 정부인 중화민국과 중화인민공화국이 최종적으로 단일 정부로 통일하는 것을 의미한다.

## 배경
중국은 광활한 영역만큼 다양한 문화의 민족들이 공동체를 이루며 살고 있었다. 황하 문명에서부터 거대한 제국 및 크고 작은 소국들의 분열과 통합이 반복되었다. 만주족의 정복 왕조인 청나라 말기에 한족의 신해혁명으로 인하여 전제군주국의 시대가 막을 내리고 공화국 시대에 접어드는 중화민국이 수립되었다. 그러나 군벌과 외세에 의해 초기부터 불안정한 상태가 이어졌다. 게다가 소비에트 연방을 통한 마르크스-레닌주의의 유입으로 창립된 중국 공산당은 집권 세력이었던 중국 국민당과 협력과 반목을 반복하였고, 일본의 대륙 침략 시도로 인한 내외적인 불안이 지속되었다. 제2차 세계 대전의 일부였던 중일 전쟁에서 승리한 중화민국은 중국을 완전히 통일하게 되었지만 국공간의 갈등이 다시 터져나오면서 내전이 발발하여 결국 중국 공산당이 이기고 중국 국민당은 타이완섬으로 망명하게 되었다. 결국 두 국가가 되었으나 양측은 하나의 중국이라는 공통된 의식 아래 통일을 추진하였으나, 각자의 입장 대립으로 현재까지 통일을 이루지 못하였다. 최근에는 중화민국에서 통일 반대세력이 확산되고 있어 전망은 더욱 불분명하다.

## 견해

### 중화인민공화국(People's Republic of China)
1949년에 수립된 중국 공산당의 중화인민공화국 정부는 스스로 중화민국의 역사를 계승했다고 자처하여 하나의 중국 원칙을 강조하였다. 따라서 타이완에 있는 중국 국민당과 중화민국 정부를 인정하지 않고, 타이완은 자국의 23번째 성(省)인 타이완 성이라고 주장하고 있다. 제2차 국공 내전의 연장선으로 타이완, 진먼 등지의 중화민국 잔존 세력에 대한 공격을 계속하다가 미국과의 수교를 계기로 사실상의 군사적 공격행동은 중단되었다. 덩샤오핑이 제시한 일국양제 방안이 중화인민공화국에게 반환된 홍콩과 마카오에 성공적으로 실행되자, 중화민국에 대한 통일정책을 무력통일보다 일국양제에 근거한 평화통일 전략으로 선회하였다. 그러나 민주진보당이 중화민국을 집권하는동안 타이완 내 타이완 공화국 독립 세력이 크게 성장하자 반분열국가법을 제정해 무력행사의 가능성을 시사하며 여전히 강경한 태도를 보이기도 하였다.

### 중화민국(Republic of China)
중화민국도 초창기부터 하나의 중국 원칙을 강조해 왔고 다만 중화민국이 중국의 유일한 합법 정부라는 것이 그 요체였다. 따라서 과거 중화민국의 강역이었던 중국 본토는 중화민국이 수복해야 할 대상이며, 중화인민공화국은 본토를 점거한 반국가단체라는 것이다. 그러나 1971년에 유엔 총회 결의 제2758호가 채택되어 중국대표 권리를 박탈당하고 유엔을 탈퇴하면서부터 국제적으로 고립될 위기에 봉착하는 등 상대적으로 위축된 분위기이다.

### 타이완 독립세력
타이완에 연고가 거의 없던 한족인 외성인들이 주축이었던 국부천대 이후, 타이완에서 중국 국민당의 장기 집권 이후 민주화가 진행되면서 명 또는 청대부터 비교적 오래전부터 타이완 섬을 연고로 정착해 온 한족인 본성인들의 영향력 또한 점차 신장되었고, 민주진보당의 천수이볜이 집권한 이후부터는 하나의 중국 원칙은 중화민국 내에서 치열한 정치적 논쟁의 대상이 되었다. 이들 세력은 기본적으로 중국이라는 타이틀을 벗어나 타이완만의 자주국가를 수립하려는 탈중국화에 지향하고 있으며, 중화민국과 중화인민공화국의 두 개가 된 원인은 전혀 관계없는 그들만의 문제라고 여기고 있다. 이에 중화인민공화국은 타이완 공화국 주장에 대하여, 무력을 써서라도 독립분자들을 박살낼 것이라고 경고하였다.

## 같이 보기
- 중국 국민당
- 민주진보당
- 남북통일
- 하나의 중국
- 타이완 문제
- 양안 관계